# The Six Wives of Henry VIII
The Six Wives of Henry VIII ist das zweite Soloalbum des Keyboarders Rick Wakeman. Es erschien 1973, als Wakeman hauptsächlich wegen seiner Arbeiten mit der Band Yes bekannt war.
Das Album ist Wakemans erfolgreichstes Solowerk und stellt ein instrumentales Konzeptalbum über die sechs Ehefrauen des englischen Königs Heinrich VIII. (Regierungszeit von 1509 bis 1547) dar.

## Entstehung
Das Album wurde von Februar bis Oktober 1972 aufgenommen. Da Wakeman zu dieser Zeit mit Yes sehr aktiv war, zogen sich die Aufnahmen lange hin und erforderten auch die Mitwirkung vieler verschiedener Musiker, sodass neben dem Keyboarder noch insgesamt 18 weitere Musiker am Album beteiligt waren. Zudem entstand kein Lied in derselben Besetzung. Auch der Mischprozess fand an verschiedenen Orten statt, wobei „Catherine of Aragon“ unter der Leitung von Ken Scott in den Londoner Trident Studios abgemischt wurde. „Anne Boleyn“ wurde unter der Leitung von Ken Scott in den Morgan Studios aufgenommen und wiederum von Dave Henshall in den Trident Studios gemischt; alle anderen Lieder wurden von Paul Tregurtha in den Morgan Studios aufgenommen und gemischt.
Die Kirchenorgel, die im Lied „Jane Seymour“ zu hören ist, wurde in der Londoner Kirche St Giles-without-Cripplegate aufgenommen.
Alle Lieder wurden von Rick Wakeman komponiert; eine Ausnahme bildet der Schlussteil von „Anne Boleyn“, in dem Wakeman den Choral „The Day Thou Gavest Lord Hath Ended“ von Clement Cotterill Scholefield adaptiert hat.

## Cover
Die Coverfotografie von Bruce Rae entstand im Wachsfigurenkabinett von Madame Tussauds und zeigt Wakeman nebst den Figuren aller Ehefrauen des Königs. Das Bild ist mit Notenlinien gerahmt. Die Rückseite des Covers listet die Lieder zusammen mit einem biografischen Abriss über die jeweilige Königin auf. Ein kleiner Fauxpas ist der Kopf Richard Nixons, der auf dem Foto im Profil hinter den Königinnen zu sehen ist.
Das Innencover zeigt Wakeman inmitten zahlreicher bei den Aufnahmen verwendeter Tasteninstrumente; zusätzliche Instrumente, die nicht abgebildet sind, werden in einem kleinen Text unter dem Bild aufgezählt. Außerdem ist ein Kommentar von Wakeman abgedruckt:

„This album is based around my interpretations of the musical characteristics of the wives of Henry VIII. Although the style may not always be in keeping with their individual history, it is my personal conception of their characters in relation to keyboard instruments.“

„Dieses Album basiert auf meinen Interpretationen der musikalischen Charakteristika der Ehefrauen Heinrichs VIII. Obwohl der Stil nicht immer genau mit ihren individuellen Lebensläufen übereinstimmt, ist es mein persönliches Konzept, ihre Charaktere in Bezug zu Tasteninstrumenten zu setzen.“

## Musik
Wakeman widmet auf diesem Album jeder Ehefrau des englischen Königs ein Lied. Das Album ist instrumental, lediglich an einigen Stellen tritt ein begleitender Chor auf. Die Lieder sind allerdings nicht in der historischen Abfolge angeordnet. Die tatsächliche Reihenfolge lautete:
1. Katharina von Aragon
2. Anne Boleyn
3. Jane Seymour
4. Anna von Kleve
5. Catherine Howard
6. Catherine Parr

Generell ist die Musik dem Progressive Rock zuzuordnen und weist bezüglich Melodik, Rhythmik, Instrumentalisierung und Struktur auch deutlich in diese Richtung.
„Catherine of Aragon“ war ursprünglich als Wakemans Solo-Beitrag zum Yes-Album „Fragile“ geplant und wurde daher auch mit der Band aufgenommen, musste aber wegen Konflikten mit der Plattenfirma auf das Soloalbum ausgelagert werden. Stattdessen spielte Wakeman auf dem Bandalbum eine Adaption eines Satzes aus der 4. Sinfonie von Johannes Brahms ein. „Catherine of Aragon“ fand dennoch Verwendung bei Konzerten der Band; so ist eine Version davon auf dem Livealbum Yessongs zu hören, in die Wakeman auch Zitate aus anderen Liedern des Soloalbums sowie des Halleluja-Chores aus dem Messias von Georg Friedrich Händel einwarf.
Wakemans Stück wird von Jörg Schumann, Redakteur der deutschsprachigen Progressive-Rock-Enzyklopädie Babyblaue Seiten, dahingehend interpretiert, es thematisiere Katherines zahlreiche Schwangerschaften und weise daher „etwas Dramatisches, zum Teil auch Gehetztes (sie jagt von Schwangerschaft zu Schwangerschaft)“ () auf.
Das zweite Stück, Anna von Kleve gewidmet, ist relativ schnell gehalten, rhythmisch komplex. Schumann sieht darin „in Anbetracht dieser historischen Fakten […] eine völlige Fehlinterpretation […]. Das hört sich für mich viel mehr nach Leben und Leidenschaft an, als es die spröde, langweilige Anna vermuten lassen würde.“ ().
Das dritte Lied thematisiert Catherine Howard und ist vom Wechsel zwischen ruhigeren hymnischen und schnelleren Teilen geprägt.
In „Jane Seymour“ ist die Kirchenorgel sehr präsent, was Schumann in Hinblick auf die Religiosität der Königin interpretiert. Zudem weist das Stück zahlreiche polyphone oder fugale Einflüsse auf.
„Anne Boleyn“ sieht Schumann in Bezug auf die politischen Ambitionen seiner Namensgeberin und betont insbesondere ihren Lebenslauf in seiner musikalischen Umsetzung:

„Das liebliche, beschwingt-perlende Piano zu Anfang steht hier wohl für die glückliche Verliebtheit der beiden. Dann folgt der erhabene Chor-Einsatz …, sie haben sich. Wilde Ehejahre, gefolgt von einem nach Intrige und Missgunst klingenden scharf-schneidendem quakendem Keyboard. Dann die bedrohliche Klimax als Sinnbild des Anstiegs zum Schafott, der Hieb und das zarte Pianoausspiel. Arme Anna Boleyn.“

Das letzte Lied ist Catherine Parr gewidmet, hier sieht Schumann bereits eine musikalische wie biografische Wiederholung: „Irgendwie wiederholt sich die Geschichte der Damen ja immer wieder aufs Neue. Religion, Totgeburt und schließlich Enthauptung oder Kindbettfieber.“ ()

## Titelliste
1. Catherine of Aragon – 3:44
2. Anne of Cleves – 7:53
3. Catherine Howard – 6:35
4. Jane Seymour – 4:46
5. Anne Boleyn – 6:32
6. Catherine Parr – 7:06

Gesamtspielzeit: 36 min 46 s

## Gastmusiker
„Catherine of Aragon“
- Chris Squire, Les Hurdle – Bass
- Steve Howe – Gitarre
- Bill Bruford – Schlagzeug
- Ray Cooper – Percussion
- Judy Powell, Liza Strike, Barry St. John – Chorgesang

„Anne of Cleves“
- Dave Winter – Bass
- Mike Egan – Gitarre
- Frank Riccotti – Percussion
- Alan White – Schlagzeug

„Catherine Howard“
- Chas Cronk – Bass
- Dave Lambert – Gitarre
- Dave Cousins – Banjo
- Frank Riccotti – Percussion
- Barry de Souza – Schlagzeug

„Jane Seymour“
- Alan White – Schlagzeug

„Anne Boleyn“
- Les Hurdle – Bass
- Mike Egan – Gitarre
- Ray Cooper – Percussion
- Bill Bruford – Schlagzeug
- Laura Lee, Sylvia McNeill, Liza Strike – Chorgesang

„Catherine Parr“
- Dave Winter – Bass
- Mike Egan – Gitarre
- Frank Riccotti – Percussion
- Alan White – Schlagzeug

## Verwendete Tasteninstrumente
- Minimoog
- Mellotron 400-D, Konfigurationen: Chor, Soundeffekte, Blechbläser, Holzbläser, Streicher
- Hammond C-3
- RMI E-Piano
- RMI E-Cembalo
- Steinway 9'-Konzertflügel
- Cembalo von Thomas Goff
- ARP-2600-Synthesizer
- Kirchenorgel von St. Giles, Cripplegate

## Öffentliche Aufführung
Nachdem das Werk bis dato nie in seiner Gesamtheit öffentlich aufgeführt wurde, fanden am 1. und 2. Mai 2009 anlässlich des 500. Jubiläums der Thronbesteigung Heinrichs VIII. beim Hampton Court Palace zwei Open-Air-Konzerte statt. Neben allen ursprünglichen Titeln wurden mit „Henry's Fanfare“, „Tudorture '1485'“, „Defender Of The Faith“ und „Tudorock“ auch neue Kompositionen präsentiert. Neben Rick und dessen Sohn Oliver Wakeman traten The English Rock Ensemble, The English Chamber Choir, Orchestra Europa und der Schauspieler Brian Blessed als Erzähler auf. Die Konzerte sind bei Eagle Vision auf DVD und BD erschienen.